# جون بيرسون (لاعب هوكي جليد)
جون بيرسون (بالسويدية: John Persson)‏ هو لاعب هوكي جليد سويدي، ولد في 18 مايو 1992 في إوسترسوند في السويد.

## وصلات خارجية
- جون بيرسون على موقع دوري الهوكي الوطني (الإنجليزية)
- جون بيرسون على موقع قاعة مشاهير الهوكي (لاعب أن.إتش.أل) (الإنجليزية)
- جون بيرسون على موقع EliteProspects.com (الإنجليزية)
- جون بيرسون على موقع Eurohockey.com (الإنجليزية)
- جون بيرسون على موقع HockeyDB.com (الإنجليزية)
- جون بيرسون على موقع Hockey-Reference.com (الإنجليزية)